# Enceinte (Antigo Egito)
Enceinte, no Antigo Egito, era o muro que cercava uma pirâmide, um distrito templário ou cidade. Para os distritos templários servia para demarcar o assentamento circundante ou espaços abertos, mas também para proteger o templo de tumultos populacionais ou invasões. Era construído de tijolos de barro simples, colocados sobre estrutura de vigas de madeiras e esteiras de junco. Comumente possuía seções côncavas e convexas alternadas, cujo padrão ondulante devia servir para evitar rachaduras, mas igualmente devia se remeter simbologicamente à água do deus Nun. No Reino Novo (r. 1550–1069 a.C.), os enceintes eram muito comuns e cava vez mais eram usados nas cidades. Para evitar sua destruição, muitos foram construídos com espessura de 10 metros ou mais e providos de pináculos arredondados. Para fortificação, baluartes ou portões resistentes foram ocasionalmente adicionados.

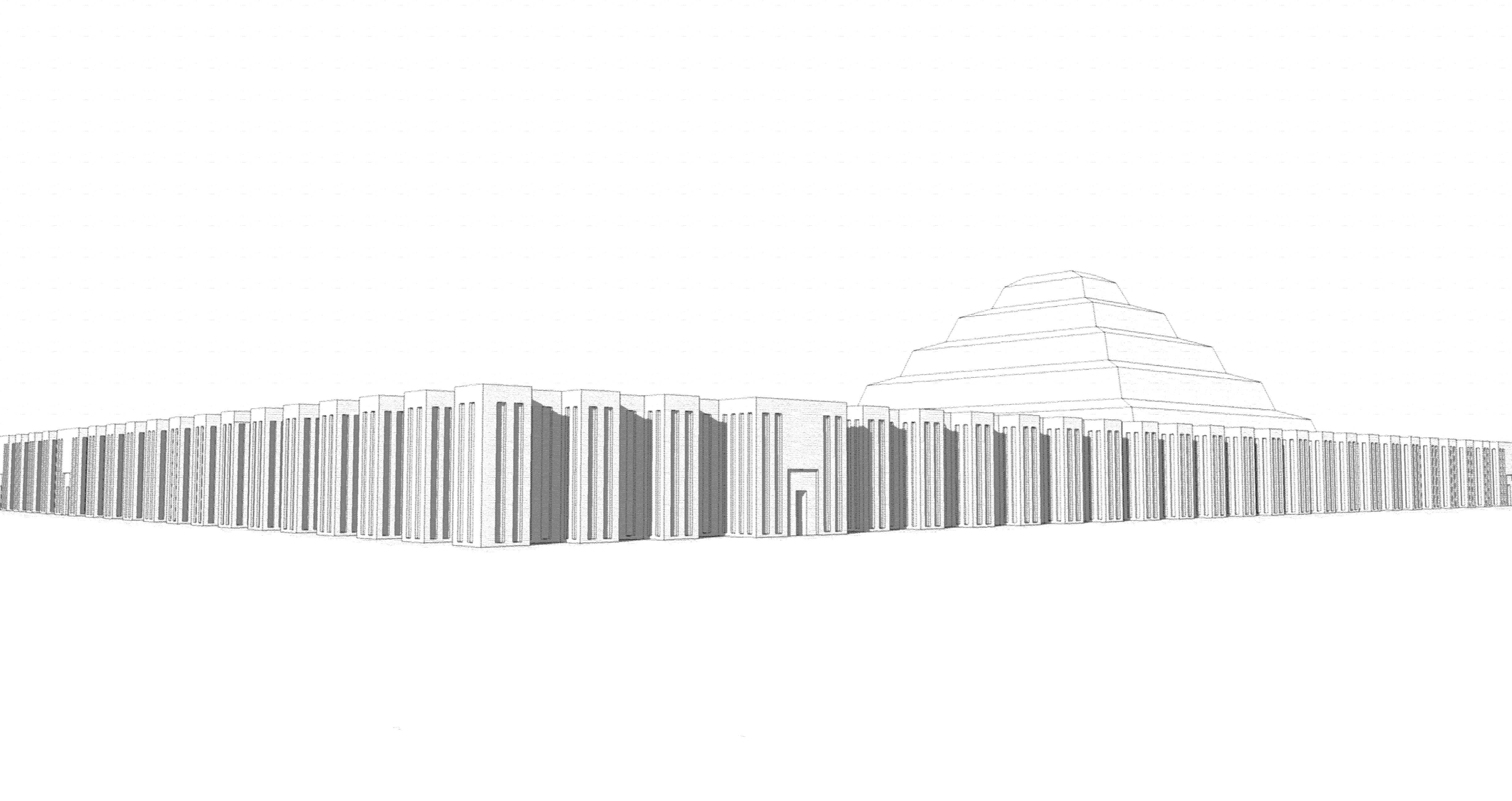
Enceinte do complexo funerário do faraó Djoser